# Harriet Bagwell
Pour les articles homonymes, voir Bagwell.
Harriet Bagwell (vers 1853 - 12 février 1937) est une philanthrope irlandaise qui a promu la petite industrie locale.

## Biographie
Harriet Bagwell est née Harriet Philippa Jocelyn Newton autour de 1853 à Dunleckney Manor, Bagenalstown, dans le comté de Carlow. Elle est l'aînée de Philippe Jocelyn Newton (1818-1895) et de sa femme Emily (morte en 1886). Elle épouse Richard Bagwell le 9 décembre 1873. Le couple a un fils, John Philip, et trois filles, Emily Georgiana, Margaret et Lilla Minnie.
Durant la première partie de leur mariage, la famille vit à Innislonagh et déménage au domaine familiale à Marlfield House, Clonmel dans le comté de Tipperary, en 1884. Après ce déplacement, Bagwell devient active dans les locaux de bienfaisance. Sa belle-mère, Frances Bagwell (née Prittie) a fondé une école de broderie de Suisse, et il est possible que cela ait inspiré Bagwell à fonder sa propre broderie artisanale à Marlfield en 1885. L'objectif est de permettre aux femmes de travailler dans leur propre maison afin de gagner un revenu supplémentaire. Bagwell fournit à ces femmes des matières premières et des modèles, et organise les paiements et la vente des produits. Les modèles sont adaptés à partir d'œuvres égyptiennes et indiennes. Marlfield Embroideries est un succès et génère d'importants revenus pour la communauté locale. Les produits sont exposées à un certain nombre d'expositions, dont un stand à la Royal Dublin Society lors de la Royal Jubilee Exposition de 1887 à Manchester, et la Lancaster Arts and Craft Exhibition de 1897. Anne Vesey, la demi-sœur plus âgée issue du premier mariage de son père, fonde le Dunleckney Cottage Embroidery en 1889 sur le modèle de Marlfield.
Bagwell établit également une société qui fournit un repas d'un penny pour les populations pauvres locales, avec un bureau d'enregistrement pour les fonctionnaires. Avec ses filles, elle créé une école de cuisine pour filles vers 1900. En 1895, Bagwell fonde le Clonmel Cottage Hospital et contribue à la promotion de la District Nursing Association, et est membre du comité exécutif de la Women's National Health Association. Elle devient veuve en 1918 et quitte Marlfield en 1920 pour aller à Dangan, Carrickmines, dans le comté de Dublin. À cette époque, elle compile une histoire de la famille Bagwell. Cette histoire comprend des rapports sur l'incendie de Marlfield House en 1923 par les républicains. Elle meurt à la maison de sa fille, Lilla Minnie, Birdhill, Clonmel, le 12 février 1937.